# District de Niwa
Pour les articles homonymes, voir Niwa.
Le district de Niwa (丹羽郡, Niwa-gun) est un district de la préfecture d'Aichi au Japon.
Lors du recensement de 2000, sa population était de 52 361 habitants pour une superficie de 25 km2 (réestimé depuis à 56 098 habitants en août 2010).

## Communes du district
- Fusō
- Ōguchi